# Micropsyrassa meridionalis
Micropsyrassa meridionalis är en skalbaggsart som beskrevs av Martins 1974. Micropsyrassa meridionalis ingår i släktet Micropsyrassa och familjen långhorningar. Inga underarter finns listade i Catalogue of Life.